# Umbone (malacologia)

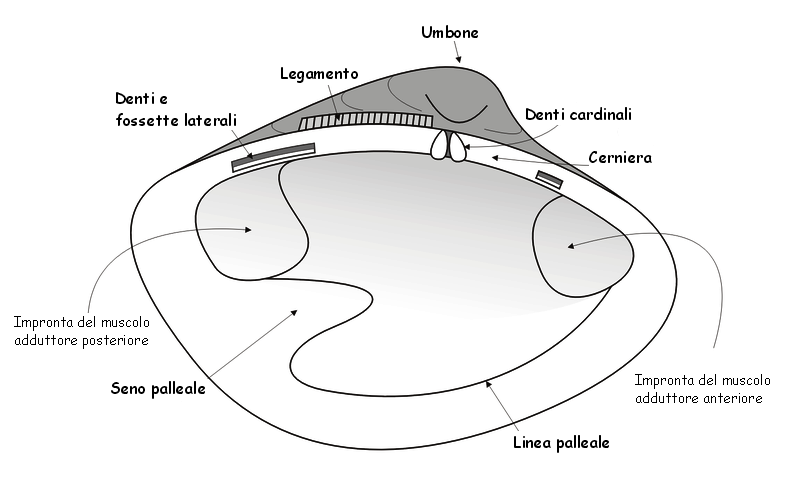
Anatomia della valva di un mollusco. L'umbone è in alto.

In malacologia, l'umbone è la parte dei molluschi bivalvi da cui inizia a stratificarsi la conchiglia.
La valva su cui è presente l'umbone è denominata dorsale e quella opposta è detta ventrale.